# Mário de Sá-Carneiro
Mário de Sá-Carneiro (Lisboa, 19 de mayo de 1890 - París, 26 de abril de 1916) fue un poeta, cuentista y novelista portugués, uno de los mayores exponentes del Modernismo en Portugal y uno de los más famosos miembros de la llamada Generación de Orpheu.

## Biografía
Mário de Sá-Carneiro nació en el seno de una adinerada familia burguesa, hijo y nieto de militares. Se quedó huérfano con apenas dos años, y quedó al cuidado de sus abuelos, en la Quinta da Vitória, en la freguesia de Camarate, cerca de Lisboa, donde pasó la mayor parte de su infancia.
Se inició en la poesía con doce años, y a los quince ya traducía a Victor Hugo, y con dieciséis a Goethe y Schiller. Ya durante su estancia en el colegio comenzó a escribir. En 1911, con diecinueve años, se mudó a Coímbra, donde se matriculó en la Facultad de Derecho de la Universidad de Coímbra, mas no concluyó ni siquiera el primer año. Sin embargo, allí conoció al que fue, sin duda, su mejor y más cercano amigo, Fernando Pessoa, el cual, en 1912, lo introdujo en los círculos del modernismo.
Desilusionado con el ambiente de Coímbra ("la ciudad de los estudiantes") se trasladó a París para proseguir sus estudios. Pronto dejó de frecuentar las aulas de La Sorbona para dedicarse a una vida bohemia, deambulando por los cafés y salas de espectáculo. También en París conoció a Guilherme de Santa-Rita, pintor futurista portugués. Inadaptado social y psicológicamente, fue en este ambiente en el que compuso buena parte de su obra poética y su correspondencia como confidente de Pessoa; es por lo tanto entre 1912 y 1916 (año de su muerte), cuando desarrolla fundamentalmente su carrera literaria.
Entre 1913 y 1914 Mário de Sá-Carneiro viajó a Lisboa con cierta regularidad, ciudad a la que regresó debido al estallido de la Primera Guerra Mundial. Junto con Pessoa y con José de Almada-Negreiros integró el primer grupo modernista portugués, el cual, influido por el cosmopolitismo y las vanguardias culturales europeas, pretendía escandalizar a la sociedad burguesa y urbana de la época. Fue responsable de la edición de la revista literaria Orpheu (de la que tomó su nombre posteriormente esta generación poética), que constituyó un verdadero escándalo literario en su época. De hecho, apenas llegaron a salir dos números de la revista (en marzo y junio de 1915; el tercero, ya impreso, no llegó a publicarse), pese a lo cual hoy es considerada, merecidamente, como uno de los hitos de la literatura de Portugal, responsable de la agitación del medio cultural portugués y vehículo de introducción del modernismo en Portugal.
En julio de 1915 regresó a París, desde donde le escribió a Pessoa cartas de una creciente angustia, en las cuales se ve tanto la progresiva decadencia de un hombre perdido en el "laberinto de su propio yo", como la evolución y maduración de la escritura de Sá-Carneiro. Decepcionado por la diferencia entre su vida real y la que imaginaba, entró en una progresiva depresión, que le condujo al suicidio, perpetrado en el Hôtel de Nice, en Montmartre, mediante la ingestión de cinco frascos de arseniato de estricnina en presencia de su amigo José de Araújo. Tenía tan solo veinticinco años.

## Fama posterior

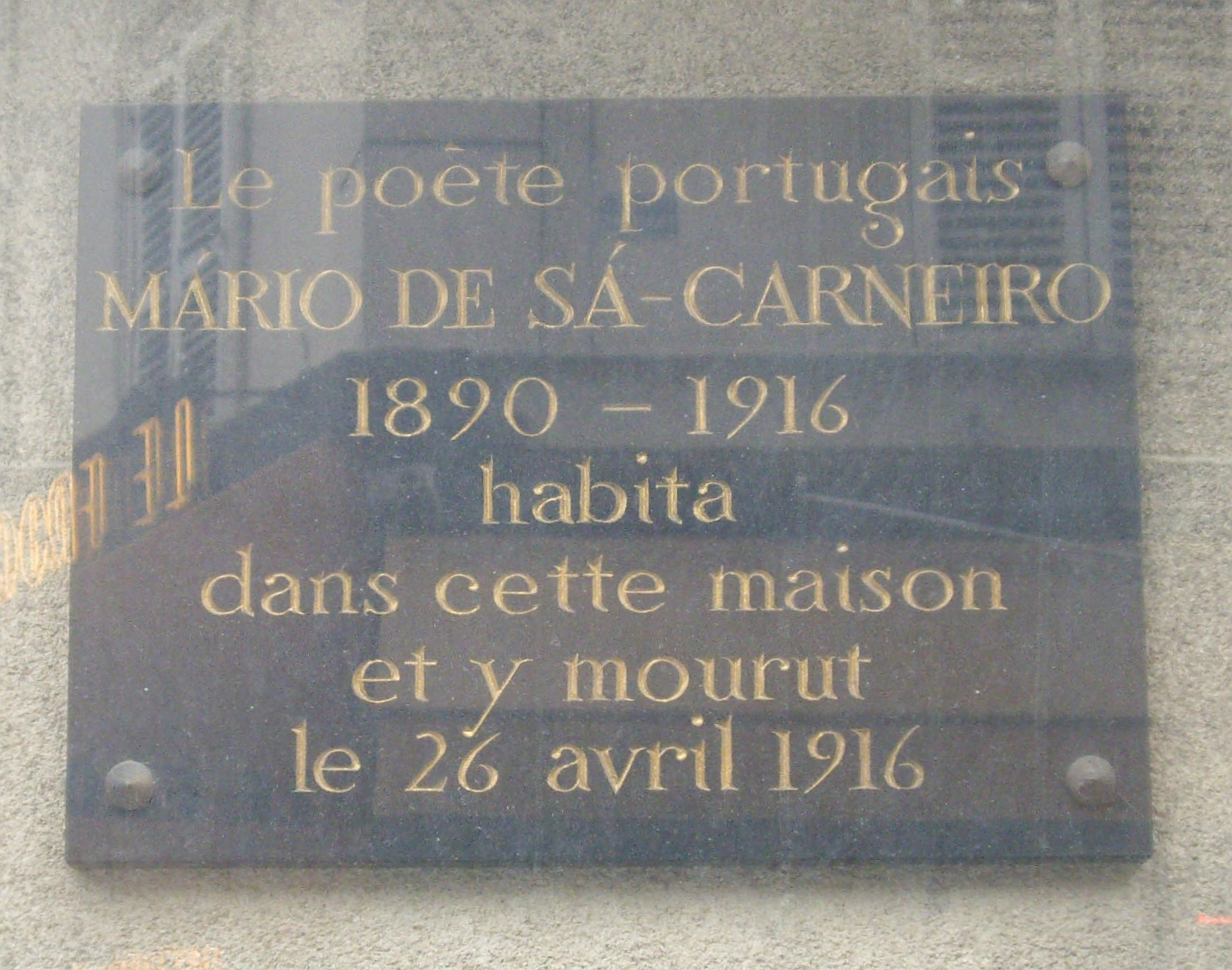
Placa conmemorativa en el edificio donde Sá-Carneiro se suicidó el 26 de abril de 1916 (Rue Victor-Massé 29, París).

Tras la muerte de Mário de Sá-Carneiro, sus compañeros del grupo modernista le dedicaron diversos homenajes. Por ejemplo, en el segundo número de la revista Athena, Pessoa le dedicó un texto denominándolo «génio no sólo del arte sino de la innovación», y diciendo de él, retomando un aforismo de las Bacchides de Plauto, que «muere joven aquel al que los dioses aman» (Quem di diligunt adulescens moritur). Apenas conocido en su tiempo por la elite cultural del país, a medida que su obra y su correspondencia se iba publicando y se fue haciendo accesible al gran público, comenzó a considerársele como uno de los mayores exponentes de la literatura portuguesa moderna. Aun sin alcanzar la repercusión internacional de Fernando Pessoa, su genialidad es casi comparable a la de éste. 
La tierra en la que pasó su infancia –Camarate–, y a la que dedicó algunas de sus poesías, le homenajeó dando su nombre a una escuela. Su poema Fim fue musicado por un grupo portugués de finales de los años 80 llamado Trovante. Más tarde, su poema O Outro fue también musicado por la cantante brasileña Adriana Calcanhotto.

## Análisis de su obra

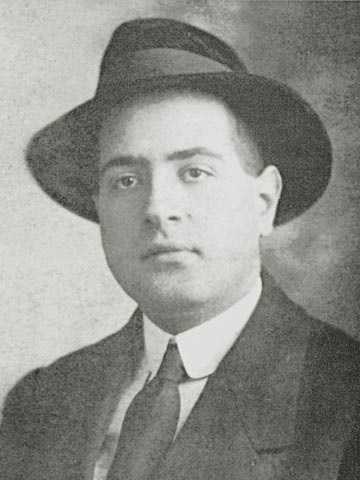
Mário de Sá-Carneiro

En la fase inicial de su obra, Mário de Sá-Carneiro revela influencias de varias corrientes literarias, como el decadentismo, el simbolismo, o el saudosismo, y más adelante, por influencia de Pessoa, se adhirió a corrientes de vanguardia como el interseccionismo, el paulismo o el futurismo. En su poesía puede leerse la expresión de su personalidad, siendo notorios en ella la confusión de sentidos, el delirio, además de cierto narcisismo y egolatría, intentando expresar su "yo" disperso, revelando una profunda incapacidad para asumir su vida como adulto consistente.
Su narcisismo, motivado ciertamente por sus carencias emocionales -era huérfano desde edad muy temprana- lo llevó a un sentimiento casi constante de soledad, abandono y frustración, visible en su poesía. Su crisis de personalidad lo llevaría, más tarde, a abrazar un estilo en el que se nota el frenesí de las experiencias sensoriales, pervirtiendo y subvirtiendo el orden lógico y demostrando su incapacidad para vivir el mundo real, y soñando por ello otro ideal o con la aniquilación del yo, lo que terminaría conduciéndole al suicidio.
Pese a no abandonar en su obra la métrica tradicional (redondillas, decasílabos, alejandrinos), la transformaba de manera personal mediante los ataques la gramática, y por los juegos de palabras. En la primera etapa su estilo es más clásico, mientras que en una segunda fase, claramente nihilista, su poesía se impregna de una humanidad más auténtica, triste y trágica.
Por otra parte, sus cartas, que intercambió con Pessoa, entre 1912 y su suicidio, son un auténtico diario en el que se nota el progresivo crecimiento de sus frustraciones interiores.

## Obras

### Amizade(1912)
Publicada en 1912, Amizade es la primera obra que escribió. Mário de Sá-Carneiro divide la autoría de esta obra con Tomás Cabreira Júnior, su colega en el Liceo Camões de Lisboa. Hoy podemos leer esta obra por puro azar: Tomás Cabreira Júnior era el único de los dos autores que conservaba el manuscrito de la obra; sin embargo, éste estaba en posesión de Sá-Carneiro en el momento del suicidio de Cabreira Júnior, que quemó toda su obra antes de morir.

### Princípio(1912)
En el año 1912, el autor mandó imprimir un conjunto de novelas que reúne bajo el título de Princípio.

### A Confissão de Lúcio(1913)
Inaugurando un estilo hasta entonces desconocido para él, el romance, Mário de Sá-Carneiro publica, en 1913, A Confissão de Lúcio. La temática de esta obra es fantástica y es un reflejo claro de la época de vanguardia y del modernismo portugués.

### Dispersão(1914)
El año 1913 fue especialmente productivo en la obra de Mário de Sá-Carneiro, tanto en prosa como en verso, en que publicó su primera obra poética: Dispersão. Esta obra está compuesta por doce poemas y su primera edición fue revisada por el gran amigo del escritor, Fernando Pessoa.

### Céu em Fogo(1915)
En 1915, volvió a reunir sus producciones narrativas, doce novelas cortas, en un volumen al que dio el título de Céu em Fogo. Estas novelas revelan igualmente las mismas perturbaciones y obsesiones que su poesía.

### Indícios de Oiro(1937)
De entre las obras que Mário de Sá-Carneiro no llegó a ver publicadas en vida, Indícios de Oiro, publicada en 1937 por la revista Presença, es uno de sus trabajos más significativos.

### Correspondencia
Su correspondencia con otros miembros de Orpheu fue también reunida en varios volúmenes: Cartas a Fernando Pessoa (2 vols., 1958-1959), Cartas de Mário de Sá-Carneiro a Luís de Montalvor, Cândia Ramos, Alfredo Guisado e José Pacheco (1977), Correspondência Inédita de Mário de Sá-Carneiro a Fernando Pessoa (1980).

### Traducciones
De Sá-Carneiro existe además una traducción de la pieza Les Fossiles, de François de Curel, realizada a medias con António Ponce de Leão.